# Danilson Córdoba
Danilson Córdoba (Quibdó, Chocó, Colombia; 6 de septiembre de 1986) es un exfutbolista colombiano que jugaba de mediocampista.
Jugaba por dentro como medio centro defensivo, aunque también jugaba como por fuera en la banda izquierda.

## Trayectoria

### Independiente Medellín
En el año 2004 debutó con el Independiente Medellín en la Primera División del fútbol colombiano.

### Nagoya Grampus
El 5 de enero de 2010 Nagoya Grampus han firmado el centrocampista colombiano cedido por el Consadole Sapporo hasta que el resto de la temporada.

En el 2012 sería comprado oficialmente por el club hasta donde milita hasta el 2015.

### Avispa Fukuoka
El 31 de enero de 2015 se confirma como refuerzo del Avispa Fukuoka de la J1 League de Japón. Su debut sería el 12 de marzo por la segunda fecha de la J1 League jugando el segundo tiempo en la derrota 2-0 por el Urawa Reds.

### Independiente Medellín
Danilson Córdoba regresó a Colombia después de actuar ocho años y medio en tres elencos de Japón. El mediocampista pidió autorización para entrenarse con Deportivo Independiente Medellín y expresó su deseo de vestir nuevamente la camisa con la que se dio a conocer a nivel profesional.
La decisión quedó en manos del director técnico Juan José Peláez. El sobresaliente desempeño del chocoano en las prácticas hizo que el entrenador antioqueño le diera el visto bueno a su permanencia y el futbolista acordara con las directivas del club su vínculo por un año. Así, se convirtió en el tercer refuerzo.
El 22 de junio de 2017 es confirmado como refuerzo del Independiente Medellín, El volante vuelve a vestir la camiseta del ‘poderoso, club en el que ya estuvo en 2004-2008. volviendo a su casa después de nueve años. Debuta de manera oficial el 30 de julio en la victoria por la mínima sobre Cortulua entrando al 88 por Juan Fernando Quintero.

### Jaguares de Córdoba
El 17 de enero es confirmado como nuevo jugador de Jaguares de Córdoba de la Categoría Primera A.

## Selección nacional
El centrocampista ha sido miembro de la Selección de fútbol de Colombia con el que ha jugado tres partidos hasta aquí, contra Panamá -donde Colombia ganó 4-0-, México y Uruguay.

## Clubes
| Club                   | País     | Año         |
| ---------------------- | -------- | ----------- |
| Independiente Medellín | Colombia | 2004 - 2008 |
| Consadole Sapporo      | Japón    | 2009 - 2010 |
| Nagoya Grampus         | Japón    | 2010 - 2015 |
| Avispa Fukuoka         | Japón    | 2016 - 2017 |
| Independiente Medellín | Colombia | 2017        |
| Jaguares de Córdoba    | Colombia | 2018        |

## Estadísticas
| Club                              | Temporada     | Liga     | Liga  | Copas nacionales1 | Copas nacionales1 | Copa internacional3 | Copa internacional3 | Total    | Total |
| Club                              | Temporada     | Partidos | Goles | Partidos          | Goles             | Partidos            | Goles               | Partidos | Goles |
| --------------------------------- | ------------- | -------- | ----- | ----------------- | ----------------- | ------------------- | ------------------- | -------- | ----- |
| Independiente Medellín · Colombia | 2004          | 16       | 0     | —                 | —                 | —                   | —                   | 16       | 0     |
| Independiente Medellín · Colombia | 2005          | 16       | 0     | —                 | —                 | 0                   | 0                   | 16       | 0     |
| Independiente Medellín · Colombia | 2006          | 29       | 2     | —                 | —                 | 0                   | 0                   | 29       | 2     |
| Independiente Medellín · Colombia | 2007          | 31       | 1     | —                 | —                 | —                   | —                   | 31       | 1     |
| Independiente Medellín · Colombia | 2008          | 39       | 4     | 1                 | 0                 | —                   | —                   | 40       | 4     |
| Independiente Medellín · Colombia | Total         | 131      | 7     | 1                 | 0                 | 0                   | 0                   | 132      | 7     |
| Consadole Sapporo Japón           | 2009          | 41       | 6     | 2                 | 0                 | —                   | —                   | 43       | 6     |
| Consadole Sapporo Japón           | Total         | 41       | 6     | 2                 | 0                 | —                   | —                   | 43       | 6     |
| Nagoya Grampus Japón              | 2010          | 26       | 4     | 6                 | 0                 | —                   | —                   | 32       | 4     |
| Nagoya Grampus Japón              | 2011          | 23       | 0     | 2                 | 0                 | 1                   | 0                   | 26       | 0     |
| Nagoya Grampus Japón              | 2012          | 27       | 3     | 5                 | 0                 | 6                   | 0                   | 38       | 3     |
| Nagoya Grampus Japón              | 2013          | 29       | 0     | 7                 | 0                 | —                   | —                   | 36       | 0     |
| Nagoya Grampus Japón              | 2014          | 27       | 1     | 7                 | 0                 | —                   | —                   | 34       | 1     |
| Nagoya Grampus Japón              | 2015          | 12       | 0     | 4                 | 0                 | —                   | —                   | 16       | 0     |
| Nagoya Grampus Japón              | Total         | 144      | 8     | 31                | 0                 | 7                   | 0                   | 182      | 8     |
| Avispa Fukuoka Japón              | 2016          | 17       | 0     | 3                 | 0                 | —                   | —                   | 20       | 0     |
| Avispa Fukuoka Japón              | 2017          | 3        | 0     | 0                 | 0                 | —                   | —                   | 3        | 0     |
| Avispa Fukuoka Japón              | Total         | 20       | 0     | 3                 | 0                 | —                   | —                   | 23       | 0     |
| Independiente Medellín · Colombia | 2017          | 7        | 0     | 2                 | 1                 | —                   | —                   | 9        | 1     |
| Independiente Medellín · Colombia | Total         | 7        | 0     | 2                 | 1                 | —                   | —                   | 9        | 1     |
| Jaguares de Córdoba · Colombia    | 2018          | 6        | 0     | 0                 | 0                 | —                   | —                   | 6        | 0     |
| Jaguares de Córdoba · Colombia    | Total         | 6        | 0     | 0                 | 0                 | —                   | —                   | 6        | 0     |
| Total carrera                     | Total carrera | 349      | 21    | 39                | 1                 | 7                   | 0                   | 395      | 22    |